# Platydictya minutissima
Platydictya minutissima är en bladmossart som beskrevs av H. Crum 1969. Platydictya minutissima ingår i släktet Platydictya och familjen Amblystegiaceae. Inga underarter finns listade i Catalogue of Life.